# 中山文公
中山文公（？—前415年），為戰國中山國君主之一，中山國第一任君主。在位大約為10－11年。
| 前任： — | 戰國中山國君主 ？－前415年 | 繼任： 中山武公 |